# Capacidade de um canal
Em engenharia elétrica, ciência da computação e teoria da informação, capacidade de canal é o limite superior da taxa na qual a informação pode ser transmitida de forma confiável através de um canal de comunicações.
Pelo teorema de codificação de canal ruidoso, a capacidade de canal para um determinado canal é o limite da taxa de informação (em unidades de informação por unidade de tempo) que pode ser alcançado com uma pequena probabilidade de erro arbitrário.
A teoria da informação, desenvolvida por Claude E. Shannon , durante a II Guerra Mundial, define a noção de capacidade de canal e fornece um modelo matemático através do qual pode-se calcular esta capacidade. O resultado indica que a capacidade do canal, como definido acima, é dada pela máxima informação mútua entre a entrada e a saída do canal, onde a maximização é relacionada à distribuição de entrada.
A noção de capacidade de canal tem sido fundamental para o desenvolvimento de sistemas de comunicação com e sem fio modernos, com o advento de novos mecanismos de correção de erros de codificação que resultaram na obtenção de um desempenho muito próximo dos limites prometidos pela capacidade de canal. 

## Definição Formal
Definimos {\displaystyle X} e {\displaystyle Y} como as variáveis aleatórias que representam a entrada e a saída do canal, respectivamente. Definimos {\displaystyle p_{Y|X}(y|x)} como a função de distribuição condicional de {\displaystyle Y} dado {\displaystyle X}, o que é uma propriedade fixa própria do canal de comunicações. Em seguida, a escolha da distribuição marginal {\displaystyle p_{X}(x)} determina por completo a distribuição conjunta {\displaystyle p_{X,Y}(x,y)} devido à identidade
{\displaystyle \ p_{X,Y}(x,y)=p_{Y|X}(y|x)\,p_{X}(x)}
que, por sua vez, induz uma informação mútua {\displaystyle I(X;Y)}. A capacidade do canal é definida como
{\displaystyle \ C=\sup _{p_{X}(x)}I(X;Y)\,}
onde o supremo é tomado sobre todas as opções possíveis de {\displaystyle p_{X}(x)}.

## Capacidade de um grafo de Shannon
Se G é um grafo não direcionado, ele pode ser usado para definir um canal de comunicações, em que os símbolos são os vértices do gráfico, e duas palavras-código podem ser confundidas uma com a outra se os seus símbolos em cada posição forem iguais ou adjacentes. A complexidade computacional de se encontrar a capacidade de Shannon de um canal como este permanece em aberto, mas pode ser delimitada superiormente por outro importante invariante de grafo, o número de Lovász.

## Teorema da codificação de canal ruidoso
O teorema de codificação de canal ruidoso afirma que, para qualquer ε > 0 e para qualquer taxa de transmissão R menor do que a capacidade de canal C, há um esquema de codificação e decodificação que transmite dados a uma taxa R cuja probabilidade de erro é menor do que ε, para um bloco de comprimento suficientemente grande. Além disso, para qualquer taxa maior do que a capacidade do canal, a probabilidade de erro no receptor tende a um como o comprimento do bloco tende ao infinito.

## Exemplo de aplicação
Um aplicação do conceito de capacidade de canal para um canal de ruído branco aditivo Gaussiano (AWGN) com largura de banda de B Hz e razão sinal-ruído S/N é o teorema Shannon–Hartley:
{\displaystyle C=B\log _{2}\left(1+{\frac {S}{N}}\right)\ }
C é medido em bits por segundo se o logaritmo é tomado na base 2, ou nats por segundo se o logaritmo natural é usado, supondo que B seja em hertz; a potência do sinal e o ruído S e N são medidos em watts ou volts2, então o sinal-ruído aqui é expresso como uma relação de potência, não em decibéis (dB); como figuras são geralmente citadas em dB, uma conversão pode ser necessária. Por exemplo, 30 dB é uma relação de potência de {\displaystyle 10^{30/10}=10^{3}=1000}.

## Capacidade de canal em comunicações sem fio
Esta seção centra-se em uma única antena, com um cenário ponto-a-ponto. Para a capacidade de canal em sistemas com múltiplas antenas, consulte o artigo sobre MIMO.

### Canal AWGN
Se a potência média recebida é {\displaystyle {\displaystyle {\bar {P}}}} [W] e o ruído de densidade espectral de potência é {\displaystyle {\displaystyle N_{0}}} [W/Hz], o capacidade de canal AWGN é
{\displaystyle C_{\text{AWGN}}=W\log _{2}\left(1+{\frac {\bar {P}}{N_{0}W}}\right)} [bits/s],
onde {\displaystyle {\frac {\bar {P}}{N_{0}W}}} é a razão sinal-ruído (SNR) recebida. Este resultado é conhecido como o teorema de Shannon–Hartley.
Quando a SNR é grande (SNR >> 0 dB), a capacidade {\displaystyle {\displaystyle C\approx W\log _{2}{\frac {\bar {P}}{N_{0}W}}}} é logarítmica na potência e aproximadamente linear na largura de banda. Isto é chamado de regime de largura de banda limitada.
Quando a SNR é pequena (SNR << 0 dB), a capacidade {\displaystyle {\displaystyle C\approx {\frac {\bar {P}}{N_{0}}}\log _{2}e}} é linear na potência, mas insensível à largura de banda. Isto é chamado de regime de potência limitada.
O regime de largura de banda limitada e o regime de potência-limitada estão ilustrados na figura.

### Canal de frequência-seletiva
A capacidade do canal de frequência seletiva é dada pela chamada alocação de potência water filling,
{\displaystyle C_{N_{c}}=\sum _{n=0}^{N_{c}-1}\log _{2}\left(1+{\frac {P_{n}^{*}|{\bar {h}}_{n}|^{2}}{N_{0}}}\right),}
onde {\displaystyle {\displaystyle P_{n}^{*}=\max \left(\left({\frac {1}{\lambda }}-{\frac {N_{0}}{|{\bar {h}}_{n}|^{2}}}\right),0\right)}} e {\displaystyle |{\bar {h}}_{n}|^{2}} é o ganho de subcanal {\displaystyle n}, com {\displaystyle {\displaystyle \lambda }} escolhido para atender a restrição de potência.

### Canal de desvanecimento-lento
Em um canal de desvanecimento lento, onde o tempo de coerência é maior do que os requisitos de latência, não há uma capacidade definida quando a máxima taxa de comunicação confiável suportada pelo canal, {\displaystyle {\displaystyle \log _{2}(1+|h|^{2}SNR)}} depende do ganho aleatório do canal {\displaystyle {\displaystyle {\displaystyle |h|^{2}}}}, que é desconhecido para o transmissor. Se o transmissor codifica os dados a uma taxa de {\displaystyle R} [bits/s/Hz], existe uma probabilidade não-zero de que a probabilidade de erro de decodificação não possa ser arbitrariamente pequena,
{\displaystyle p_{out}={\mathbb {P} }(\log(1+|h|^{2}SNR)<R)},
na qual o sistema é dito estar em interrupção. Com uma probabilidade não-zero de que o canal esteja em profundo desvanecimento, a capacidade de desvanecimento lento do canal em sentido literal é zero. No entanto, é possível determinar o maior valor de {\displaystyle R} de tal forma que a probabilidade de interrupção {\displaystyle p_{out}} seja menor que {\displaystyle {\displaystyle \epsilon }}. Este valor é conhecido como o {\displaystyle {\displaystyle \epsilon }}-capacidade de interrupção.

### Canal de desvanecimento-rápido
Em um canal de rápido desvanecimento, onde os requisitos de latência é maior do que o tempo de coerência e o comprimento da palavra-código se estende por muitos períodos de coerência, pode-se balancear ao longo de muitos desvanecimentos de canal independentes através da codificação sobre um grande número de intervalos de tempo de coerência. Assim, é possível alcançar uma confiável taxa de comunicação de {\displaystyle {\displaystyle \mathbb {E} (\log _{2}(1+|h|^{2}SNR))}} [bits/s/Hz] e é significativo falar deste valor como a capacidade de canal de rápido desvanecimento.